# Alvin Kamara
Alvin Mentian Kamara (nascido em 25 de julho de 1995) é um jogador de futebol americano que joga como running back no New Orleans Saints da National Football League (NFL).
Ele jogou futebol americano universitário na Universidade do Tennessee e foi selecionado pelos Saints na terceira rodada do Draft de 2017.

## Primeiros anos
Nascido de uma mãe liberiana, Kamara frequentou a Norcross High School, em Norcross, Geórgia. Ele jogou futebol americano no ensino médio no Blue Devils.
Em seu terceiro ano, ele correu para 1.300 jardas com 17 touchdowns. Em seu último ano, ele correu para 2.264 jardas com 26 touchdowns e teve 22 recepções para 286 jardas e cinco touchdowns e levou sua escola para o seu primeiro campeonato estadual. 
Como resultado de sua carreira bem-sucedida no ensino médio, Kamara ganhou o prêmio Georgia Mr. Football do Atlanta Journal-Constitution, foi eleito o Jogador do Ano da Classe 6A e recebeu as honras All-State da Georgia Sports Writers Association. Além desses prêmios, Kamara foi selecionado para participar do Under Armour All-America Game de 2013.
Saindo do ensino médio, Kamara foi considerado uma das principais perspectivas como running back. Ele foi classificado como o número 5 na Geórgia e o número 42 em nível nacional. A Rivals.com classificou Kamara como número 6 na Geórgia.
Kamara se comprometeu com a Universidade do Alabama.

## Carreira na faculdade

### Universidade do Alabama
O pouco tempo de Kamara na Universidade do Alabama foi "uma experiência difícil". Ele fez uma cirurgia no joelho durante a pré-temporada e não conseguiu entrar na classe de recrutamento que contou com três outros futuros running backs da NFL: Derrick Henry, T. J. Yeldon e Kenyan Drake.
Devido a "problemas comportamentais", o técnico Saban proibiu Kamara de treinar com a equipe e suspendeu-o de jogos.

### Hutchinson Community College
Em 2014, Kamara foi transferido de Alabama para o Hutchinson Community College, em Kansas. Em nove jogos, Kamara correu para 1.211 jardas (134,6 por jogo) com 18 touchdowns e liderou os Blue Dragons com 1.469 jardas de ataque total e 21 touchdowns. 
Sua temporada de sucesso com a Blue Dragons impulsionou Kamara para uma das principais perspectivas da JUCO no país. Ele ganhou uma classificação de 5 estrelas das redes de recrutamento Rivals.com e Scout.com. 

### Universidade de Tennessee

#### Temporada de 2015
Em 2015, Kamara foi transferido para a Universidade de Tennessee. Como aluno do segundo ano, Kamara jogou em todos os 13 jogos e dividiu o campo com Jalen Hurd e John Kelly. Ele contabilizou 144 jardas e dois touchdowns em sua estréia contra o Bowling Green no Nissan Stadium em 5 de setembro de 2015; Seus 144 jardas terrestres estabeleceram o recorde escolar para mais jardas em um jogo de estréia. Ele se tornou o segundo jogador da história que fez um touchdown terrestre e um retorno de punt para touchdown no mesmo jogo contra a Western Carolina. Em 14 de novembro, contra North Texas, ele teve 15 corridas para 127 jardas e dois touchdowns em uma vitória em casa. Tennessee terminou com um recorde de 9-4 e se classificou para o Outback Bowl contra Northwestern. Na vitória por 45-6 sobre os Wildcats, ele teve 53 jardas e um touchdown. 
Em toda a temporada de 2015, ele contabilizou 698 jardas (53,7 jardas por jogo) com sete touchdowns terrestres. Ele teve uma média de 6,5 jardas por corrida, que foi a terceira maior na SEC. Ele foi segundo na equipe em recepções com 34 para 291 jardas e três touchdowns. Como um punt returner, ele teve oito retornos para 100 jardas (média 12,5) com um touchdown.

#### Temporada de 2016
Em 2016, Kamara foi um dos principais contribuintes em seu terceiro ano. Na Pilot Flying J Battle at Bristol de 2016 em Bristol, ele teve seis corridas para 34 jardas e um touchdown em uma vitória contra Virginia Tech. Ele foi titular em seu primeiro jogo na carreira em uma vitória contra o Ohio em 17 de setembro. Ele teve 79 jardas em uma vitória por 38-28 contra Flórida, incluindo seis jardas em dois corridas, 12 jardas em uma recepção e 61 jardas de retorno e seis retornos de punt. Ele teve 138 jardas, incluindo um touchdown de recepção, em uma vitória por 34-31 contra Geórgia. 
Ele teve o seu melhor jogo da carreira na semana seguinte em uma derrota por 45-38 contra Texas A&M. Ele correu para 127 jardas e dois touchdowns terrestre e teve oito recepções para 161 jardas e um touchdown. 
No jogo seguinte contra Alabama, ele foi limitado a 21 jardas, mas fez o touchdown solitário na derrota por 49-10. Ele perdeu jogos devido a uma lesão e retornou em 12 de novembro em uma vitória contra Kentucky, onde ele teve 10 corridas para 128 jardas e dois touchdowns. Na vitória por 63-37 sobre Missouri, ele teve 55 jardas e dois touchdowns terrestres. 
No final da temporada regular contra Vanderbilt, ele teve três touchdowns totais (dois terrestres e um recebendo) e 141 jardas na derrota de 45-34. No jogo final de sua carreira colegial, ele teve sete corridas para 31 jardas e sete recepções para 46 jardas na vitória sobre Nebraska no Music City Bowl. Ele terminou em terceiro na SEC em touchdowns na temporada de 2016.
Após a conclusão da temporada de 2016, Kamara decidiu abrir mão da sua última temporada e entrar no Draft de 2017. Em suas duas temporadas, ele foi titular em apenas oito dos 24 jogos devido a compartilhar a posição com Jalen Hurd, mas acumulou mais de 2.000 jardas e obteve a média de um touchdown por jogo.

## Carreira profissional
Kamara completou quase todos os exercicios no Combine da NFL e teve a maior pontuação no teste Wonderlic. Ele participou do Dia Profissional do Tennessee, mas optou por apenas executar rotas de posição, rotas curtas e o exercício de três cones com 19 outros colegas de equipe na frente de representantes e olheiros de todas as equipes. Ele participou de cinco treinos e visitas realizadas pelo Carolina Panthers, do Chicago Bears, Minnesota Vikings, o New Orleans Saints, e os Philadelphia Eagles. Analistas da NFLDraftScout.com e ESPN o classificaram como o quarto melhor running back e a Sports Illustrated o elegeu o sétimo melhor.
| Altura                           | Peso  | Comprimento do braço | Tamanho da mão | Corrida de 40 jardas | Corrida de 10 jardas | Corrida de 20 jardas | 20-ss  | 3-cone | Salto Vertical | Amplo  | BP      | Wonderlic |
| -------------------------------- | ----- | -------------------- | -------------- | -------------------- | -------------------- | -------------------- | ------ | ------ | -------------- | ------ | ------- | --------- |
| 1.77 m                           | 97 kg | 0.83 m               | 0,23 m         | 4.53 s               | 1.55 s               | 2.61 s               | 4.35 s | 7.10 s | 1.00 m         | 3.33 m | 15 reps | 24        |
| Todos os valores da NFL Combine. |       |                      |                |                      |                      |                      |        |        |                |        |         |           |

O New Orleans Saints selecionou Kamara na terceira rodada (67º escolha geral) do Draft de 2017. Ele foi o quinto running back selecionado.

### Temporada de 2017
Kamara dividiu as tarefas com Mark Ingram Jr. na temporada de 2017, com menos corridas mas mais recepções do que seu companheiro de equipe. Na abertura da temporada contra o Minnesota Vikings no Monday Night Football, Kamara estreou com sete corridas para 18 jardas, quatro recepções para 20 jardas e um retorno inicial para 26 jardas. Na semana 2 contra o New England Patriots, seu papel no jogo de passes se expandiu com três recepções para 51 jardas na derrota por 36-20; Ele também retornou três kickoffs, mas retornaria apenas mais um até a semana 16 da temporada. Kamara marcou seu primeiro touchdown profissional na semana 3 contra o Carolina Panthers. Na semana 4, ele teve 96 jardas, incluindo 10 recepções para 71 jardas e um touchdown de 12 jardas. Isto foi seguido por 10 corridas para 75 jardas na semana 5, e 107 jardas na semana 6 contra o Green Bay Packers. Kamara também teve um touchdown contra o Chicago Bears e depois 68 jardas, incluindo um touchdown de 3 jardas, junto com 84 jardas de recepção, incluindo um touchdown de 33 jardas em uma vitória sobre o Tampa Bay Buccaneers. Durante uma derrota na semana 12 para o Los Angeles Rams, Kamara teve 101 jardas de recepção e 87 jardas terrestres, incluindo um touchdown de 74 jardas.
Ele se tornou o primeiro jogador desde Herschel Walker em 1986 a compilar 500 jardas correndo e recebendo em seus primeiros 11 jogos na carreira, e foi o primeiro não-quarterback a ter uma média de mais de 7,0 jardas por corrida até a semana 12.
Na Semana 13, Kamara correu para 60 jardas e dois touchdowns e recebeu 5 passes para 66 jardas, empatando com Todd Gurley na liderança da liga em touchdowns totais com 11. Na primeira corrida contra o Atlanta Falcons na semana 13, Kamara sofreu uma concussão e perdeu o resto do jogo. Ele retornou na semana seguinte com 44 jardas terrestres e 45 jardas de recebimento e um touchdown contra os Jets. 
Em 19 de dezembro de 2017, Kamara foi nomeado para o Pro Bowl como um novato ao lado de Mark Ingram, tornando-se o primeiro par de running backs da mesma equipe a ser selecionado. Ele foi nomeado para a equipe All-Rookie da NFL. Em uma vitória na semana 16 sobre Atlanta, Kamara teve um retorno de chute de 106 jardas para um touchdown.
Suas 728 jardas terrestres terminaram em terceiro entre os novatos atrás de Kareem Hunt e Leonard Fournette. Suas 81 recepções na temporada foram o primeiro lugar entre todos as novatos e o segundo na liga entre os running backs atrás de Le'Veon Bell. Suas 826 jardas recebidas ficaram em primeiro lugar entre os running backs. Kamara e Ingram se tornaram o primeiro duo de running backs na história da NFL a ter mais de 1.500 jardas na mesma temporada. Entre os não-quarterbacks com mais de 100 corridas, as suas 6,07 jardas por corrida foram as maiores feita por qualquer jogadores do Saints e a terceira maior feitas por qualquer jogar da NFL desde 1980. 
Na temporada de 2017, os Saints terminaram com um recorde de 11-5 e venceu a NFC South. No Wild Card contra o Carolina Panthers, Kamara teve 23 jardas, um touchdown terrestre e uma recepção para 10 jardas na vitória por 31-26. Na Rodada Divisional contra o Minnesota Vikings, ele teve um touchdown de 14 jardas para colocar os Saints em vantagem por 21-20. No entanto, os Saints perderiam o jogo por 29-24 na última jogada do jogo.
Depois de uma temporada de estreia estelar, Kamara foi nomeado o Novato Ofensivo do Ano da NFL. Ele foi classificado em 20º por seus colegas jogadores no NFL Top 100 Players de 2018.

### Temporada de 2018
Com o companheiro Mark Ingram Jr. suspenso pelos quatro primeiros jogos da temporada regular, Kamara começou a temporada de 2018 como o principal running back dos Saints. Na abertura da temporada, uma derrota por 48-40 para o Tampa Bay Buccaneers, Kamara teve oito corridas para 29 jardas e dois touchdowns terrestres junto com nove recepções para 112 jardas e um touchdown. Depois de 99 jardas totais contra o Cleveland Browns na semana 2, Kamara teve 66 jardas correndo junto com 124 jardas em 15 recepções na semana 3 contra o Atlanta Falcons. 
Na semana seguinte contra o New York Giants, Kamara teve suas melhores marcas da carreira em corridas (19), jardas terrestres (134) e touchdowns terrestres (3) junto com 47 jardas de recepção, com esses números ele virou o líder da NFL em touchdowns totais e terrestres, jardas de scrimmage e jardas para todos os fins.
Com seu desempenho na Semana 4, Kamara se tornou o primeiro jogador da história da NFL a ter 1.000 jardas em corrida e 1.000 jardas de recepção em seus primeiros 20 jogos.